# Andrej Raszczynski
Andrej Siarhiejewicz Raszczynski, biał. Андрэй Сяргеевіч Рашчынскі; ros. Андрей Сергеевич Ращинский - Andriej Siergiejewicz Raszczinski (ur. 29 listopada 1977 w Mińsku) – białoruski hokeista.

## Kariera
- Junost' Mińsk (1994-1995)
- Polimir Nowopołock (1995-1996)
- Junost' Mińsk (1996-1997)
- Stoczniowiec Gdańsk (1997-1999)
- KKH Katowice
- Tiwali Mińsk (1999-2000)
- HK Homel (2001-2002)
- Stoczniowiec Gdańsk (2002-2004)
- Chimik Nowopołock (2004)
- HK Brześć (2004-2006)
- HK Nioman Grodno (2006-2008)
- HK Brześć (2008-2011)
- Charkiwśki Akuły (2011)
- Polonia Bytom (2011-2012)

Wychowanek szkoły Junosti Mińsk. W barwach Białorusi uczestniczył w turnieju mistrzostw Europy juniorów do lat 18 w 1995. Występował w klubach białoruskiej ekstraligi. Ponadto grał w lidze polskiej: w drużynie z Gdańska w sezonach 1997/1998 (wraz z nim jego rodacy Juryj Karpienka, Uładzimir Kozyrau, Alaksandr Rymsza), 1998/1999 (także inny rodak Andrej Andryjeuski), 2002/2003, 2003/2004, KKH Katowice oraz w barwach Polonii Bytom w sezonie ligi polskiej w sezonach 2011/2012.

## Sukcesy
Klubowe
- Złoty medal mistrzostw Białorusi: 1996 z Polimirem Nowopołock, 2000 z Tiwali Mińsk
- Brązowy medal mistrzostw Polski: 2003 ze Stoczniowcem Gdańsk
- Finał Pucharu Polski: 2003 ze Stoczniowcem Gdańsk